# Nanà (Manet)
Nanà è un dipinto del pittore francese Édouard Manet, realizzato nel 1877 e conservato alla Hamburger Kunsthalle di Amburgo.

## Descrizione

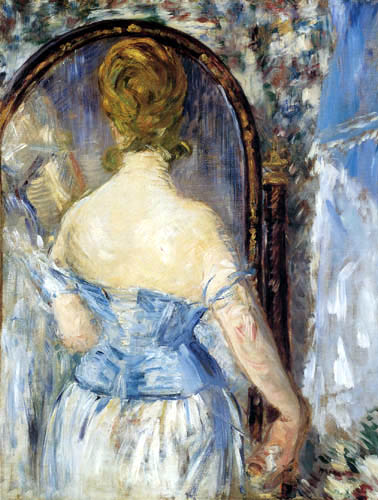
Édouard Manet, Vor dem Spiegel (1876); olio su tela, 71,4×92,1 cm, Solomon R. Guggenheim Museum, New York

Émile Zola, uno dei più ferventi ammiratori di Manet sin dagli esordi, consacrò la propria celebrità con la pubblicazione del romanzo L'ammazzatoio. Nelle pagine di questo scritto si narra dell'abbrutimento morale sofferto da Gervasia: si tratta di una donna delusa dalla meschinità dei suoi due compagni e gravata da un rovinoso fardello di fatiche quotidiane che per dimenticare la sua misera condizione si abbandona ai fumi dell'alcol, diventando un'assidua frequentatrice di una taverna denominata proprio Assommoir [L'ammazzatoio]. Prima di morire di stenti, tuttavia, Gervasia dà alla luce Nanà, la quale per sottrarsi all'indigenza decide di intraprendere la carriera di prostituta d'élite: la ragazza, furba e arrivista, riesce in effetti ad affermarsi. Zola non esita a sfogliare in maniera metodica e impietosa il dramma di questa vanagloriosa fanciulla che «sin dal mattino, restava per ore in camicia davanti al piccolo specchio appeso sopra il comodino».
Il pittore francese Édouard Manet fu subito colpito dalla comparsa nell'Assommoir di questa carismatica cocotte e decise pertanto di dedicarle una tela, portata a termine nel 1877. Proprio nello stesso periodo, tra l'altro, Zola stava lavorando a un romanzo dedicato proprio a Nanà, Nanà per l'appunto, il nono del ciclo narrativo dei Rougon-Macquart. A differenza di Zola, che con la figura di Nana intendeva denunciare la falsità dei rapporti della Parigi bene, Manet ci restituisce un personaggio giocoso, leggero, persino divertito, ben diverso dalla femme fatale descritta dall'amico. Nanà, interrotta mentre prima si truccava allo specchio con grande compiacimento, è colta mentre si volge verso l'osservatore, sorridendo, senza fretta. La donna veste una luminosa sottoveste di tulle bianco, un corsetto celeste, delle eleganti calze seriche e un paio di tacchi alti neri: Manet descrive con grande virtuosismo soprattutto i suoi lineamenti rotondi e gentili e i riccioli d'oro che le incoronano il viso, le sue due infallibili armi di seduzione. Viene data molta importanza anche allo specchio, caratteristica fondamentale dei romanzi naturalisti, che si proponevano essere proprio specchi della realtà sociale del tempo. A sinistra, invece, si scorge uno spasimante vestito con completo e cilindro, tagliato dal margine della tela e irrigidito per l'impazienza: si tratta del conte Muffat, uomo che non sapendo resistere alla languida bellezza di Nanà la manteneva principescamente, con la speranza che divenisse la sua amante fissa. L'uomo siede su un divano di velluto rosso reso con pennellate rapide ed impeccabili, mentre volge assorto il suo sguardo verso sinistra, dove troviamo una sedia ricolma degli indumenti di Nanà e un mobiletto ornato da un vaso fiorito.
Fatta eccezione per la presenza gravosa e leggermente ottusa del conte Muffat, l'intero dipinto trasmette un'atmosfera allegra e spensierata, accentuata dalla svagata distrazione di Nanà e dalla tavolozza giocata interamente sui toni bianchi e azzurri. Questo tono lezioso e domestico, debitore della tradizione galante settecentesca, è tuttavia molto distante dagli intenti di critica sociale di Zola che, infatti, nei suoi ultimi anni guardò Manet con ben poca simpatia, rompendo così una decennale amicizia. L'opera, esposta presso il mercante di quadri Giroux, conobbe un'accoglienza molto fredda e suscitò «gride indignate o risa», come ci riporta Joris-Karl Huysmans, romanziere francese che al contrario del pubblico perbenista borghese del tempo apprezzò molto Nanà, e vi dedicò persino un intero articolo monografico. A fomentare le critiche vi era anche la riconoscibilità della modella che aveva posato per quella che, sostanzialmente, era una prostituta di alto bordo: si trattava di Henriette Hauser, donna molto conosciuta nell'ambiente dei boulevard parigini per essere l'amante del principe d'Orange.